# Roberto Francisco de Almeida
Roberto António Victor Francisco de Almeida (Ícolo e Bengo, 5 de fevereiro de 1941) é um sociólogo, jornalista, político, escritor e poeta angolano que desempenhou importantes cargos públicos e governamentais em seu país. Foi Presidente da Assembleia Nacional de Angola de 1996 a 2008 e Vice-Presidente do Movimento Popular de Libertação de Angola (MPLA) de 2008 a 2016. Membro suplente efetivado entre 1977 e 1980 do Conselho Revolucionário do Povo (ou Conselho da Revolução), a primeira legislatura angolana, permanecendo no parlamento ininterruptamente até 2022.
Também conhecido pelo pseudónimo literário Jofre Rocha, é um escritor consagrado. É membro-fundador da União dos Escritores Angolanos (UEA), onde ocupou de 1986 à 1997 a posição de Presidente da sua Assembleia Geral. É também um dos imortais fundadores da Academia Angolana de Letras.

## Biografia

### Primeiros anos
Roberto nasceu na localidade de Caxicane, em Ícolo e Bengo, a 5 de fevereiro de 1941. É filho de Adão Francisco de Almeida, que trabalhou como professor e pastor da Igreja Metodista em Angola e de Mariana Pedro Neto, que também foi professora. Os seus primeiros anos foram marcados por deslocações regulares à diferentes pontos de Angola em missões evangélicas para que o seu pai era enviado pela igreja.
Em 1948 muda-se para Luanda com a mãe e os irmãos, cidade onde fez o estudos primários na Escola da Missão Evangélica. Em 1952 passa a frequentar o Liceu Salvador Correia (atual Magistério Mutu-ya-Kevela). No jornal estudantil do Liceu, em 1959, Almeida publicou alguns dos seus primeiros trabalhos.
Enquanto em Luanda, viveu parte do período hospedado na casa de uma tia no Bairro Operário para que pudesse dar seguimento aos seus estudos, depois que sua mãe voltou para junto do pai. Esta tia era Maria da Silva Neto, mãe do primeiro presidente de Angola, Agostinho Neto.

### Jornalista e militante anticolonial
Nas cercanias de 1960 começa a trabalhar profissionalmente como jornalista e membro da Comissão Redatorial de Angola n'A Revista, órgão da Liga Nacional Africana, que foi fechada logo em seguida.
Por influência da família, filia-se ao MPLA em 1960 e acompanha, ao lado de Kima Kienda, as primeiras ações do partido em fevereiro de 1961, os ataques de Luanda. A Polícia Internacional e de Defesa do Estado (PIDE) passa a o monitorar e arma uma emboscada para o prender ao chegar a Lisboa, em junho de 1961, para onde Almeida pretendia ir para concluir os estudos liceais.
Fica detido na Cadeia do Aljube por quatro meses, até ser deportado de volta para Luanda para cumprir pena até fevereiro de 1963. Sua detenção é de carater provisório, não sendo indiciado, acusado ou sentenciado. Liberto em 1963, retoma suas atividades políticas nacionalistas e anticoloniais no MPLA em Luanda. Novamente é preso e desta vez julgado pelo 2.º Tribunal Militar Territorial de Angola por "atividades subversivas e atentado contra a segurança do Estado".
Somente consegue liberdade em julho de 1968, preferindo não tomar parte na militância do MPLA em função do monitoramento constante da PIDE. No período busca concluir seus estudos liceais enquanto trabalha como jornalista e cronista para o jornal A Província de Angola, bem como no Diário de Angola, no ABC, n'O Lobito e no Convivium.
Chega a mudar-se, em 1970, para Lisboa para cursar direito da Universidade de Lisboa. Na capital portuguesa, escreve e publica sua primeira obra poética, o livro "Tempo de Cício", em 1973. Integrou a famosa "Geração de 70 angolana", um movimento académico-literário com forte carga política.
Abandona a faculdade diante das mudanças políticas em Portugal, em 1974, para auxiliar as lutas anticoloniais do MPLA em Luanda. Na capital angolana, vai para a luta armada.

### No governo, no parlamento e como escritor
Quando Angola proclama a independência, sucessivamente é nomeado para vários cargos, como Director-Geral do Ministério das Relações Exteriores, de 1975 a 1976; Vice-Ministro das Relações Exteriores, de 1976 a 1978; Ministro do Comércio Externo, de 1978 a 1979, e; Ministro do Plano, de 1979 a 1981.
No ínterim, torna-se membro-fundador da União dos Escritores Angolanos (UEA) em dezembro de 1975, chegando a ocupar, de 1986 à 1997, a posição de Presidente da sua Assembleia Geral. Publica a coletânea de contos "Estórias de musseque" (Edições Lisboa, 1976) e os livros "Assim se fez madrugada" (Ed. Asa, 1977), "Canções do Povo e da Revolução", de 1977, e "Estória de Kapangombe" (UEA, 1978).
Em 1977 é efetivado como membro suplente do Conselho Revolucionário do Povo (ou Conselho da Revolução), a primeira legislatura angolana, que foi o parlamento de Angola até 1980. Essa foi a primeira experiência de uma longa carreira parlamentar que duraria até 2022, com diversas reeleições sucessivas. Chegou a ser eleito como 4.º Presidente da Assembleia Nacional de Angola, de 3 de junho de 1996 a 29 de setembro de 2008. Mesmo nesta robusta carreira parlamentar, continuou a escrever, publicando as obras "Crónicas de Ontem e de Sempre", em 1985, "Golanções de Amor e Luta", em 1988, e "Entre Sonho e Desvario", em 1989. Somente consegue finalizar sua primeira licenciatura em 1990, no curso de ciências sociais da Universidade Agostinho Neto.
Entre 29 de novembro de 2008 e 23 de agosto de 2016 ainda exerceu a função de Vice-Presidente do MPLA. Desde 2016 preside a Fundação Sagrada Esperança, adstrita ao partido MPLA.
Ainda em 2016 torna-se um dos 43 imortais fundadores da Academia Angolana de Letras.
Foi inscrito na posição 92 na lista do MPLA para o círculo nacional nas eleições gerais de Angola de 2022. Somente 67 candidatos do partido se elegeram pelo círculo nacional. Assim, após muitos anos no parlamento, Almeida ficou na suplência e sem titularidade de uma cadeira legislativa.